# Callyna lunigera
Callyna lunigera är en fjärilsart som beskrevs av Walter Karl Johann Roepke 1938. Callyna lunigera ingår i släktet Callyna och familjen nattflyn. Inga underarter finns listade i Catalogue of Life.